# Dziecko szczęścia
Dziecko szczęścia – polska komedia filmowa z 1991 roku w reżyserii Sławomira Kryńskiego.
Zdjęcia plenerowe do filmu kręcone były w następujących lokacjach: Jarocin (stacja PKP), Warszawa (Dworzec Centralny), Głowno (most na Mrodze).

## Obsada aktorska
- Ewa Gawryluk − Helena
- Marek Cichucki − Wacek
- Monika Bolly − "Miki", przyjaciółka Heleny
- Piotruś Walczewski − "Jaś"
- Zofia Czerwińska − kobieta z domu małego dziecka
- Bożena Dykiel − pani Gizella, właścicielka zakładu fryzjerskiego
- Zofia Plewińska − matka Heleny
- Ewa Zdzieszyńska − Maryś, ciotka Wacka
- Mirosław Zbrojewicz − złodziej mikrobusu
- Jerzy Matula − ślusarz
- Tadeusz Zwiefka - dziennikarz tv, niewymieniony w czołówce